# Интерконтинентални куп 1984. (фудбал)
Интерконтинентални куп из 1984. године је била фудбалска утакмица између Ливерпула из Енглеске и Индепендијентеа из Аргентине. Играна је 9. децембра 1984. на Националном стадиону у Токију, Јапан. Овај меч је био годишњи Интерконтинентални куп који се играо између победника Купа Либертадорес и Европског купа шампиона. Индепендијенте је наступао у свом шестом Интерконтиненталном купу, победили су на такмичењу једном 1973. и изгубили остала четири. Ливерпул је имао други наступ у такмичењу, након пораза 1981.
Тимови су се квалификовали за такмичење победом у примарном купу свог континента. Индепендијенте се квалификовао победом у примарном Јужноамеричком купу, Копа Либертадорес. Освојили су Куп Либертадорес 1984. победивши у финалу бразилски тим Гремио са 3-1. Ливерпул се квалификовао победом у примарном европском купу, Европском купу. Освојили су Куп европских шампиона 1983–84 победивши италијански тим А.С. Рома резултатом 4–2 после извођења пенала по завршетку регуларног дел меча који је завршен резултатом од 1–1.
Гледан од 62.000 гледалаца, Индепендијенте је повео у шестом минуту када је Хозе Перкудани постигао гол. Ливерпул је имао више поседа лопте током меча, али нису успели да искористе своје шансе и меч је завршен победом Индепендијентеа од 1:0. Победа је била други тријумф аргентинског клуба на такмичењу и пети узастопни тријумф јужноамеричког тима.

## Утакмица

### Резиме утакмице
Пре меча, Ливерпул је изгубио дефанзивца Марка Лоренсона који је повредио тетиву на тренингу. Гери Гилеспи је био његова замена. Ливерпул је почео меч и у првих неколико размена дошло је до бројних непромишљених обрачуна. Одбрамбени играч Индепендиентеа Карлос Енрике снажно се борио против Крега Џонстона, али је судија показао да се игра настави. Неколико тренутака касније, везиста Ливерпула Јан Молби касно се бацио на Енрикеа и фаулирао га, због чега је арбитар досудио слободан ударац. Ливерпул је контролисао прве размене меча, али није могао да убаци лопту у шеснаестерац Индепендијентеа. Међутим, Индепендијенте је био тај који је отворио резултат, Клаудио Марангони је послао лопту преко одбране Ливерпула за нападача Хозеа Перкуданија, чији је ниски ударац савладао голмана Ливерпула Бруса Гробелара и довео Индепендијенте у вођство од 1-0.
Након поготка, Индепендијенте је по инструкцији свог менаџера Хозеа Омара Пасторизе почео да седи на својој половини позивајући Ливерпул да их нападне. Њихов план је функционисао јер Ливерпул није могао да сломи њихову одбрану, док су њихови нападачи Перкудани и Алехандро Барберон изводили контранападе када год је Индепендијенте примио лопту. У другом полувремену Ливерпул је наставио да напада гол Индепендијентеа, али безуспешно. Везисти Јохн Варк и Мøлби покушали су да пронађу пут кроз одбрану Индепендиентеа, што је било једнако њиховим узалудним напорима. Воркови покушаји да постигне изједначујући гол резултирали су његовом замену са Рони Веланом у 76. минуту, због умора.
Упркос томе што је већи део меча био бољи тим, Ливерпул није успео да савлада одбрану Индепендијентеа, а кривац је био њихов лош шут испред гола. Обе стране су довеле у питање неке од судијских одлука. Ливерпул је сматрао да је требало да имају два пенала, док је Индепендијенте сматрао да су одлуке помоћног судије упитне. Узгред, судија је одслужио половину забране од два меча коју је доделио Бразилски фудбалски савез.

### Детаљи
| Ливерпул | 0–1      | Индепендијенте |
| -------- | -------- | -------------- |
|          | Извештај | Перкудани 6’   |

| Ливерпул | Индепендијенте |

| GK               | 1  | Брус Гробелар   |     |     |
| RB               | 2  | Фил Нил (c)     |     |     |
| CB               | 6  | Алан Хансен     |     |     |
| CB               | 15 | Гари Гилеспи    |     |     |
| LB               | 3  | Алан Кенеди     |     |     |
| RM               | 10 | Крег Џонстон    |     |     |
| CM               | 11 | Џон Варк        |     | 76’ |
| CM               | 8  | Јан Мелби       | 42’ |     |
| LM               | 5  | Стив Никол      |     |     |
| CF               | 7  | Кени Далглиш    |     |     |
| CF               | 9  | Ијан Раш        |     |     |
| Резервни играчи: |    |                 |     |     |
| GK               | 13 | Боб Болдер      |     |     |
| MF               | 12 | Рони Велан      |     | 76’ |
| MF               | 14 | Кевин Мекдоналд |     |     |
| FW               | 16 | Мајкл Робинсон  |     |     |
| Менаџер:         |    |                 |     |     |
| Џо Фаган         |    |                 |     |     |

| GK                  | 1  | Карлос Гојен       |     |     |
| RB                  | 4  | Нестор Клаусен     | 72’ |     |
| CB                  | 2  | Уго Виљаверде      |     | 74’ |
| CB                  | 6  | Енцо Тросеро (c)   |     |     |
| LB                  | 3  | Карлос Енрике      |     |     |
| RM                  | 8  | Рикардо Гисти      |     |     |
| CM                  | 5  | Клаудио Марангони  |     |     |
| LM                  | 7  | Хорхе Буручага     |     |     |
| AM                  | 10 | Рикардо Бочини     |     |     |
| CF                  | 9  | Хосе Перкудани     |     |     |
| CF                  | 11 | Алехандро Барберон |     |     |
| Резервни играчи:    |    |                    |     |     |
| GK                  | 12 | Густаво Морикони   |     |     |
| DF                  |    | Родолфо Цимерман   |     |     |
| DF                  | 13 | Педро Монзон       |     | 74’ |
| MF                  |    | Херардо Рејносо    |     |     |
| MF                  |    | Серхио Мерлини     |     |     |
| FW                  |    | Серхио Буфарини    |     |     |
| Менаџер:            |    |                    |     |     |
| Хосе Омар Пасториза |    |                    |     |     |

| Играч утакмице: Хосе Перкудани (Индепендијенте) |